# Otto Rosengren
Otto Rosengren, född 16 maj 2003, är en svensk fotbollsspelare som spelar för Malmö FF i Allsvenskan. Han är son till den före detta fotbollsspelaren Patrik Rosengren.

## Klubblagskarriär
Otto Rosengrens moderklubb är Sölvesborgs GoIF, vilka han som 15-åring lämnade för grannklubben Mjällby AIF. Hösten 2020 skrev Rosengren på sitt första seniorkontrakt med Mjällby AIF och ett knappt år senare lyftes han upp i A-lagstruppen.
Hösten 2021 fick Rosengren också debutera i Allsvenskan. I årets näst sista omgång fick han chansen från start, då Mjällby AIF spelade 0-0 mot Örebro SK den 29 november. I december 2021 förlängde Rosengren sitt kontrakt över säsong 2025. 
I juni 2023 värvades Rosengren av Malmö FF, där han skrev på ett fyraårskontrakt. Han gjorde sitt första allsvenska mål den 17 september 2023 mot Hammarby IF på Tele2 Arena.  

## Landslagskarriär
Otto Rosengren har representerat Sveriges U17-landslag.

## Statistik
| Klubb              | Säsong             | Liga               | Liga    | Liga | Nationell cup | Nationell cup | Totalt  | Totalt |
| Klubb              | Säsong             | Division           | Matcher | Mål  | Matcher       | Mål           | Matcher | Mål    |
| ------------------ | ------------------ | ------------------ | ------- | ---- | ------------- | ------------- | ------- | ------ |
| Mjällby AIF        | 2021               | Allsvenskan        | 2       | 0    | 3             | 0             | 5       | 0      |
| Mjällby AIF        | 2022               | Allsvenskan        | 26      | 0    | 7             | 2             | 33      | 2      |
| Mjällby AIF        | 2023               | Allsvenskan        | 10      | 0    | 0             | 0             | 10      | 0      |
| Malmö FF           | 2023               | Allsvenskan        | 12      | 2    | 5             | 1             | 17      | 3      |
| Malmö FF           | 2024               | Allsvenskan        | 26      | 1    | 6             | 1             | 32      | 2      |
| Malmö FF           | 2025               | Allsvenskan        | 7       | 0    | 0             | 0             | 7       | 0      |
| Totalt i karriären | Totalt i karriären | Totalt i karriären | 83      | 3    | 21            | 4             | 104     | 7      |